# Süßen
Süßen ist eine Stadt im Landkreis Göppingen in Baden-Württemberg. Süßen liegt im Vorland der Mittleren Schwäbischen Alb im Filstal zwischen Stuttgart (49 km) und Ulm (45 km).

## Geographie

### Geographische Lage
Süßen gehört politisch zur Region Stuttgart und somit zum Regierungsbezirk Stuttgart. In Süßen mündet die Lauter in die Fils. Das Stadtgebiet reicht von 345 m bis 551 m und liegt unweit des Albtraufs.

### Stadtgliederung
Zu Süßen gehört das Gehöft Näherhof.

### Nachbargemeinden
Die folgenden Städte und Gemeinden grenzen an das Gebiet der Stadt Süßen. Sie werden im Uhrzeigersinn beginnend im Norden genannt:
Salach, Donzdorf, Gingen an der Fils, Bad Überkingen, Schlat, Göppingen und Eislingen/Fils.

### Flächenaufteilung
Nach Daten des Statistischen Landesamtes, Stand 2014.

## Geschichte

### Bis zum 18. Jahrhundert
Süßen wurde 1071 als Siezun erstmals im Lorscher Codex erwähnt. Später existierten zwei Dörfer: Großsüßen links der Fils gehörte zunächst den Grafen von Helfenstein, die es 1382 an Ulm verpfändeten. Kleinsüßen rechts der Fils gehörte hingegen den Herren von Rechberg. Nach dem Tod von Philipp von Rechberg fiel der Ort 1529 an die Familie Pappenheim, die ihn 1553 an die Herren von Bubenhofen weitervererbten.
Unterhalb des Ortes und gegenüber der Einmündung des Schweinbachs in die Fils befand sich die Geleitgrenze zwischen dem Herzogtum Württemberg und der freien Reichsstadt Ulm. Im Spanischen Erbfolgekrieg brannte Großsüßen 1707 bis auf wenige Häuser ab.

### 19. und 20. Jahrhundert
Im Rahmen der Mediatisierung nach dem Reichsdeputationshauptschluss kam Großsüßen 1802 zunächst an das Kurfürstentum Bayern, Kleinsüßen 1806 an das nunmehrige Königreich Bayern. 1810 wurden beide Orte im Grenzvertrag zwischen Bayern und Württemberg dem Königreich Württemberg zugeordnet und dem Oberamt Geislingen unterstellt.
Mit Eröffnung der Filstalbahn 1847 erreichten die Königlich Württembergische Staats-Eisenbahnen Kleinsüßen. 1933 wurden Groß- und Kleinsüßen zur neuen Gemeinde Süßen vereinigt. Die Kreisreform 1938 während der NS-Zeit in Württemberg führte zur Zugehörigkeit zum Landkreis Göppingen. Gegen Ende des Zweiten Weltkriegs marschierten am 20. April 1945 amerikanische Soldaten in Süßen ein, womit der Krieg im Ort zu Ende war und die Besatzungszeit begann. Süßen wurde Teil des neuen Landes Württemberg-Baden, welches 1952 im jetzigen Bundesland Baden-Württemberg aufging. 1946 folgte der Zuzug von mehr als 1600 Heimatvertriebenen und Flüchtlingen, die damals 42 Prozent der Einwohner ausmachten. Am 1. Juli 1996 wurde Süßen zur Stadt erhoben.

### Religionen
Während im zu Ulm gehörenden Großsüßen 1539 die Reformation eingeführt wurde, blieb das pappenheimische Kleinsüßen römisch-katholisch.

### Einwohnerentwicklung
Die Einwohnerzahlen von 1837 bis 2020 sind Volkszählungsergebnisse (¹) oder amtliche Fortschreibungen des Statistischen Landesamtes (nur Hauptwohnsitze).
| Jahr                 | Einwohnerzahlen |
| -------------------- | --------------- |
| 1837 ¹               | 1.440           |
| 1871 ¹               | 1.617           |
| 1900 ¹               | 2.107           |
| 17. Mai 1939 ¹       | 3.925           |
| 13. September 1950 ¹ | 5.946           |
| 6. Juni 1961 ¹       | 7.123           |
| 27. Mai 1970 ¹       | 8.258           |
| 25. Mai 1987 ¹       | 8.841           |

| Jahr              | Einwohnerzahlen |
| ----------------- | --------------- |
| 31. Dezember 1990 | 9.543           |
| 31. Dezember 1995 | 10.214          |
| 31. Dezember 2000 | 10.276          |
| 31. Dezember 2005 | 10.140          |
| 31. Dezember 2010 | 9.934           |
| 31. Dezember 2015 | 10.050          |
| 31. Dezember 2020 | 10.155          |

## Politik

### Gemeinderat
Der Gemeinderat in Süßen besteht aus den 18 gewählten ehrenamtlichen Gemeinderäten und dem Bürgermeister als Vorsitzendem. Der Bürgermeister ist im Gemeinderat stimmberechtigt. Die Kommunalwahl am 9. Juni 2024 führte zu folgendem Ergebnis.
| Parteien und Wählergemeinschaften | Parteien und Wählergemeinschaften                        | % 2024  | Sitze 2024 | % 2019  | Sitze 2019 | Kommunalwahl 2024 %403020100 34,01 %24,71 %24,78 %16,50 % CDUSPDFDP-AFWGrüneGewinne und Verlusteim Vergleich zu 2019 %p 8 6 4 2 0 −2 −4 −6 −8+6,17 %p−0,22 %p+2,00 %p−7,96 %pCDUSPDFDP-AFWGrüne |
| CDU                               | Christlich Demokratische Union Deutschlands              | 34,01   | 6          | 27,84   | 5          | Kommunalwahl 2024 %403020100 34,01 %24,71 %24,78 %16,50 % CDUSPDFDP-AFWGrüneGewinne und Verlusteim Vergleich zu 2019 %p 8 6 4 2 0 −2 −4 −6 −8+6,17 %p−0,22 %p+2,00 %p−7,96 %pCDUSPDFDP-AFWGrüne |
| SPD                               | Sozialdemokratische Partei Deutschlands                  | 24,71   | 4          | 24,93   | 5          | Kommunalwahl 2024 %403020100 34,01 %24,71 %24,78 %16,50 % CDUSPDFDP-AFWGrüneGewinne und Verlusteim Vergleich zu 2019 %p 8 6 4 2 0 −2 −4 −6 −8+6,17 %p−0,22 %p+2,00 %p−7,96 %pCDUSPDFDP-AFWGrüne |
| FDP-AFW                           | Freie Demokratische Partei/Allgemeine Freie Wähler Süßen | 24,78   | 5          | 22,78   | 4          | Kommunalwahl 2024 %403020100 34,01 %24,71 %24,78 %16,50 % CDUSPDFDP-AFWGrüneGewinne und Verlusteim Vergleich zu 2019 %p 8 6 4 2 0 −2 −4 −6 −8+6,17 %p−0,22 %p+2,00 %p−7,96 %pCDUSPDFDP-AFWGrüne |
| Grüne                             | Bündnis 90/Die Grünen                                    | 16,5    | 3          | 24,46   | 4          | Kommunalwahl 2024 %403020100 34,01 %24,71 %24,78 %16,50 % CDUSPDFDP-AFWGrüneGewinne und Verlusteim Vergleich zu 2019 %p 8 6 4 2 0 −2 −4 −6 −8+6,17 %p−0,22 %p+2,00 %p−7,96 %pCDUSPDFDP-AFWGrüne |
| Gesamt                            | Gesamt                                                   | 100     | 18         | 100     | 18         | Kommunalwahl 2024 %403020100 34,01 %24,71 %24,78 %16,50 % CDUSPDFDP-AFWGrüneGewinne und Verlusteim Vergleich zu 2019 %p 8 6 4 2 0 −2 −4 −6 −8+6,17 %p−0,22 %p+2,00 %p−7,96 %pCDUSPDFDP-AFWGrüne |
| Wahlbeteiligung                   | Wahlbeteiligung                                          | 61,12 % | 61,12 %    | 55,43 % | 55,43 %    | Kommunalwahl 2024 %403020100 34,01 %24,71 %24,78 %16,50 % CDUSPDFDP-AFWGrüneGewinne und Verlusteim Vergleich zu 2019 %p 8 6 4 2 0 −2 −4 −6 −8+6,17 %p−0,22 %p+2,00 %p−7,96 %pCDUSPDFDP-AFWGrüne |

### Bürgermeister
Der Bürgermeister wird alle acht Jahre direkt gewählt.
- 1933–1945: Fritz Saalmüller
- 1945–1946: Friedrich Heinzmann
- 1946–1947: Wilhelm Häderle (Stv.)
- 1948–1976: August Eisele
- 1977–1990: Martin Bauch (SPD)
- 1990–1998: Rolf Karrer (SPD)
- 1998–2010: Wolfgang Lützner (CDU)
- seit 2010: Marc Kersting (CDU)

### Wappen
Blasonierung: „Über einer erniedrigten Schildteilung oben in Silber drei rote Zickzackbalken (der unterste angeschnitten), darunter von Schwarz und Silber geteilt.“
Nach der im Jahre 1933 erfolgten Vereinigung von Groß- und Kleinsüßen nahm die Gemeinde Süßen das jetzige Wappen an. Es verbindet die Zickzackbalken der Herren von Bubenhofen, die einst Kleinsüßen besessen hatten, mit dem von Schwarz und Silber geteilten Schild der Reichsstadt Ulm als der ehemaligen Besitzerin von Großsüßen. Das Innenministerium verlieh die Flagge am 13. März 1958.
Flagge: Rot-Weiß (Rot-Silber).

### Partnerstädte
Mit der ungarischen Stadt Törökbálint/ (Großturwall) besteht eine Städtepartnerschaft. Diese Beziehung ergab sich, da am 26. Februar 1946 der erste Gruppentransport mit 266 Ungarndeutschen von dort nach Süßen kam. (Vergl. Flucht und Vertreibung Deutscher aus Mittel- und Osteuropa 1945–1950)
Außerdem hat Süßen 1962 die Patenschaft zu Hladké Životice (siehe Životice (Begriffsklärung)) übernommen.

## Wirtschaft und Infrastruktur

### Verkehr

#### Straßen
Süßen ist durch die Bundesstraßen 10 und 466 an das überregionale Straßennetz angeschlossen.

#### Radverkehr
Süßen liegt am Radschnellweg RS 14 Filstal von Geislingen an der Steige nach Reichenbach an der Fils, welcher teilweise fertiggestellt ist. Auch durch eine Alltagsradroute aus dem Radnetz Baden-Württemberg ist Süßen über Gingen und Kuchen mit Geislingen an der Steige und in der anderen Richtung über Salach, Eislingen und Göppingen mit Reichenbach verbunden.
Der Schwäbische-Alb-Radweg führt als Fernradweg durch Süßen; er führt vom Bodensee nach Donauwörth und dabei über Eschenbach und Schlat nach Süßen und weiter über Donzdorf und Lauterstein (Nenningen und Weißenstein).

#### Bahnverkehr
Die Filstalbahn von Stuttgart nach Neu-Ulm bindet Süßen an das Eisenbahnnetz an. Am Bahnhof Süßen halten nur Züge des Schienenpersonennahverkehrs (Metropolexpress und vereinzelt Regional-Express). Die ehemalige Bahnstrecke Süßen–Weißenstein ist hingegen stillgelegt. Es führen des Weiteren Buslinien nach Geislingen, Göppingen und Heidenheim. Diese sind seit Januar 2021 in den Verkehrs- und Tarifverbund Stuttgart integriert.

### Bildung
Die Geschwister-Scholl-Realschule und die J.-G.-Fischer-Grund-, Gemeinschaftsschule gingen 2016 in den Schulverbund Süßen auf. Der Neubau der Sekundarstufe wird Ende 2025 fertig gestellt und auch das J.-G.-Fischer SBBZ (Lernen) beheimaten. Die Primarstufe des Schulverbunds wird 2025 ebenfalls saniert. Mit der Hornwiesenschule gibt es noch eine reine Grundschule.

### Bedeutende ansässige Unternehmen
- NOE-Schaltechnik
- Spindelfabrik Suessen (Teil des Schweizer Konzerns Rieter)
- Kunstgießerei Strassacker
- Schoeller+Stahl und Austermann-Wolle (Teil der Schoeller Spinning Group, siehe Schoeller’sche Kammgarnspinnerei)
- Carl Stahl Gruppe
- Blechverarbeitung Mehler GmbH
- Kayser Plastics
- Kunstmühle Schuler

## Kultur und Sehenswürdigkeiten
Kultureinrichtungen der Stadt Süßen

### Kolping-Musikschule

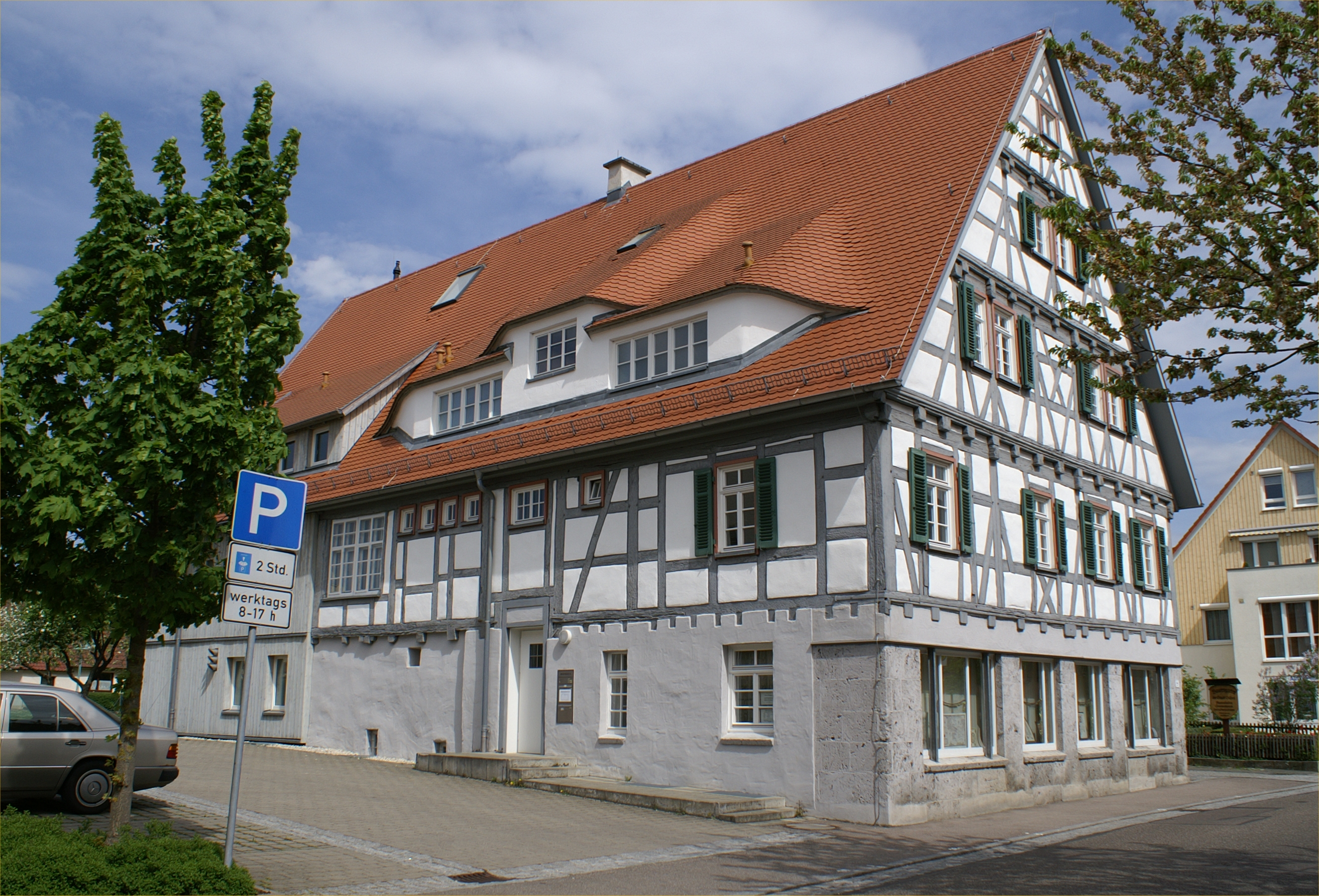
Musikschule

In der Musikschule können Kinder, Jugendliche und Erwachsene ein Instrument erlernen, im Einzel- oder Gruppenunterricht. Außerdem werden verschiedene Ensembles angeboten und mehrmals im Jahr organisiert die Musikschule Workshops in verschiedenen Musikrichtungen. Außerdem finden regelmäßig Vorspiele der einzelnen Klassen oder auch größere Konzerte statt.

### Stadtbücherei
Im alten Amtshaus befindet sich die Stadtbücherei mit einem großen und vielfältigen Angebot von Medien. Regelmäßig werden Lesungen und Kinderveranstaltungen organisiert. Ein Lesecafé lädt des Weiteren zum längeren Verweilen und Lesen ein.

### Volkshochschule Süßen
Die VHS Süßen hat ein vielfältiges Angebot in allen bekannten Fachbereichen. Im September und Februar beginnen die zwei Semester. Je Jahr werden ca. 300 Kurse, Einzelveranstaltungen, Fahrten oder Workshops geplant. Außerdem arbeitet die VHS eng mit Vereinen und anderen Kultureinrichtungen zusammen um das Angebot zu optimieren. Die Geschäftsstelle befindet sich im Süßener Kulturhaus. Dort befinden sich auch mehrere Kurs- und Seminarräume.

### Süßener Kulturhaus
Das Süßener Kulturhaus besteht seit 2010 in dieser Form. Drei historische Gebäude wurden restauriert und verbunden. Heute befinden sich dort die Stadtbücherei, die Volkshochschule, die Lokale Agenda und der Stadtsenioren-Treffpunkt. Im Erdgeschoss befindet sich ein Lesecafé mit Lesegarten.

### Bauerngarten

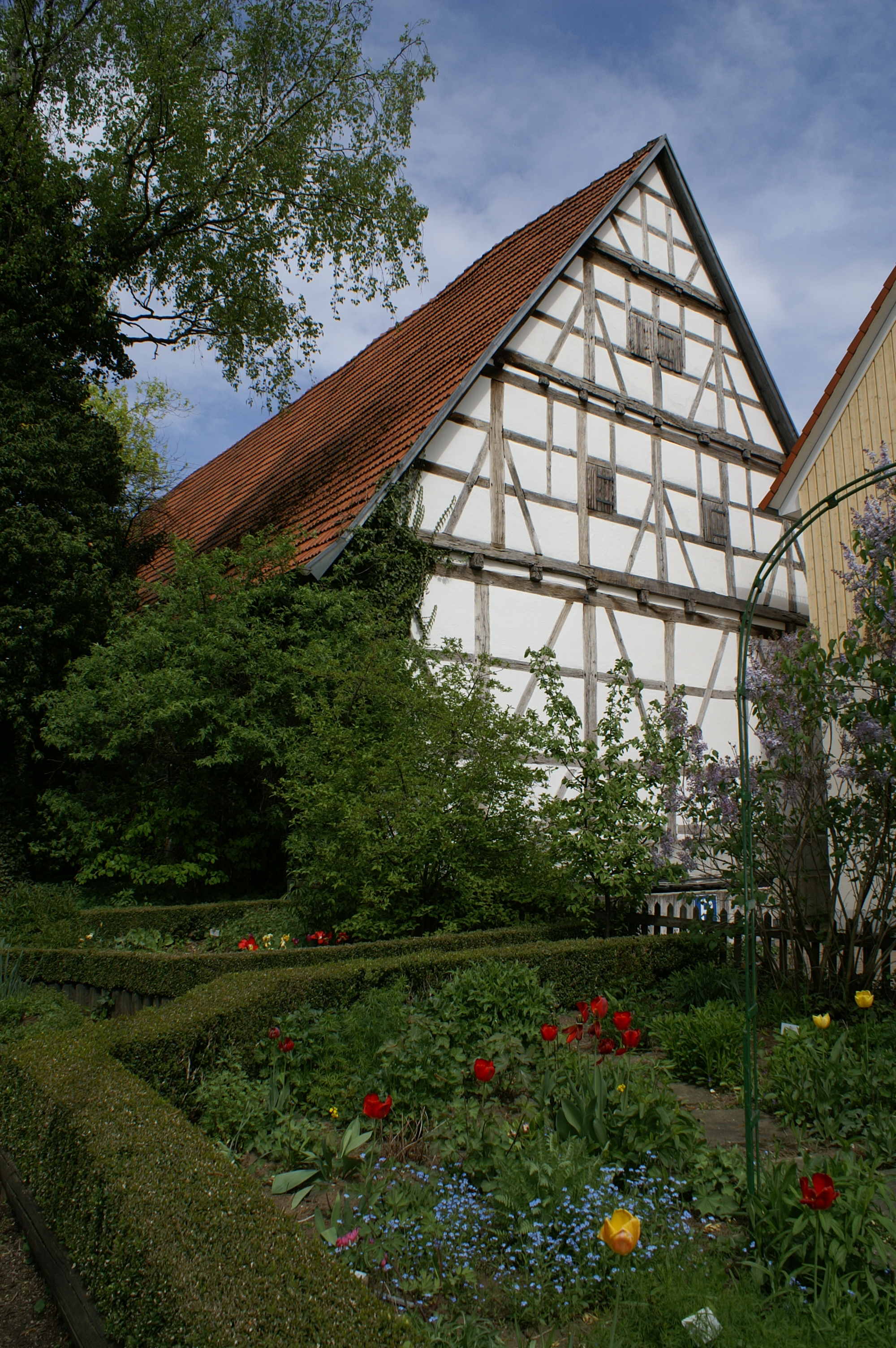
Bauerngarten in Süßen

Der Bauerngarten mit Blumenstauden, Sommerblumen, Heil- und Gewürzkräutern wird von den Landfrauen betreut.

### Bauwerke
- „Historischer Brunnen“, errichtet im September 1981. Der Brunnen stellt Episoden aus der Geschichte Süßens dar. Entworfen wurde er von Emil Jo Homolka, einem 1925 in Stuttgart geborenen Künstler. Er verwendete dabei Begebenheiten aus der Ortsgeschichte, die bei dem Festzug zur 900-Jahr-Feier 1971 nach Vorgaben vom Kreisarchivar des Landkreises Göppingen, Walter Ziegler, einem gebürtigen Süßener, dargestellt wurden, darunter die Deportation Süßener Juden. An die zwei jüdischen Familien Ottenheimer und Lang wird auch mit Straßennamen erinnert.[11] Eine Beschreibung der einzelnen Stationen findet sich an der Rückseite der nahebei stehenden Bushaltestelle.
- Gotische Ulrichskirche mit Turm mit Zwiebeldach aus der ersten Hälfte des 18. Jahrhunderts. Der Ölberg an der Nordfassade wurde früher der Ulmer Werkstatt Jörg Syrlins zugeschrieben, von der neueren Forschung jedoch als Werk der Bildhauerwerkstatt des Klosters Adelberg um 1510–1520 identifiziert. Die Arbeit trägt deutliche Züge der Werkstatt von Tilman Riemenschneider, wie besonders an der Behandlung der Haare erkennbar ist.
- Gotische Alte Marienkirche mit originalgetreuer Nachbildung eines romanischen Vortrage- oder Altarkreuzes.
- Pfarrkirche Mariä Himmelfahrt (Neue Marienkirche), dem Expressionismus verpflichteter Bau von Otto Linder aus den Jahren 1928–1929. Die 1971 übertünchte Ausmalung von Alois Schenk wurde 2006 wieder freigelegt.[12]
- Denkmal für den Dichter Johann Georg Fischer an der Heidenheimer Straße
- Zehntscheuer
- Rathaus

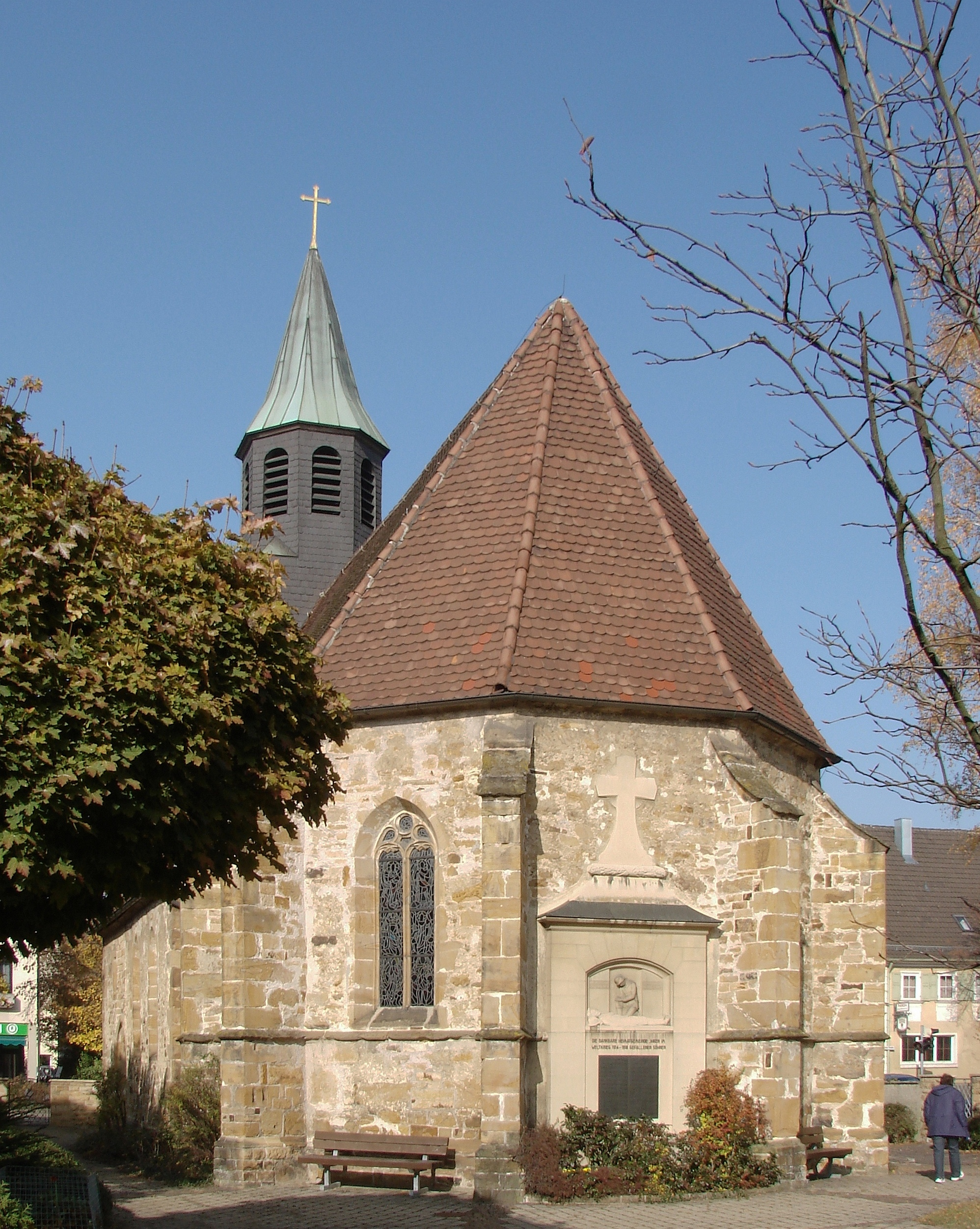
Alte Marienkirche
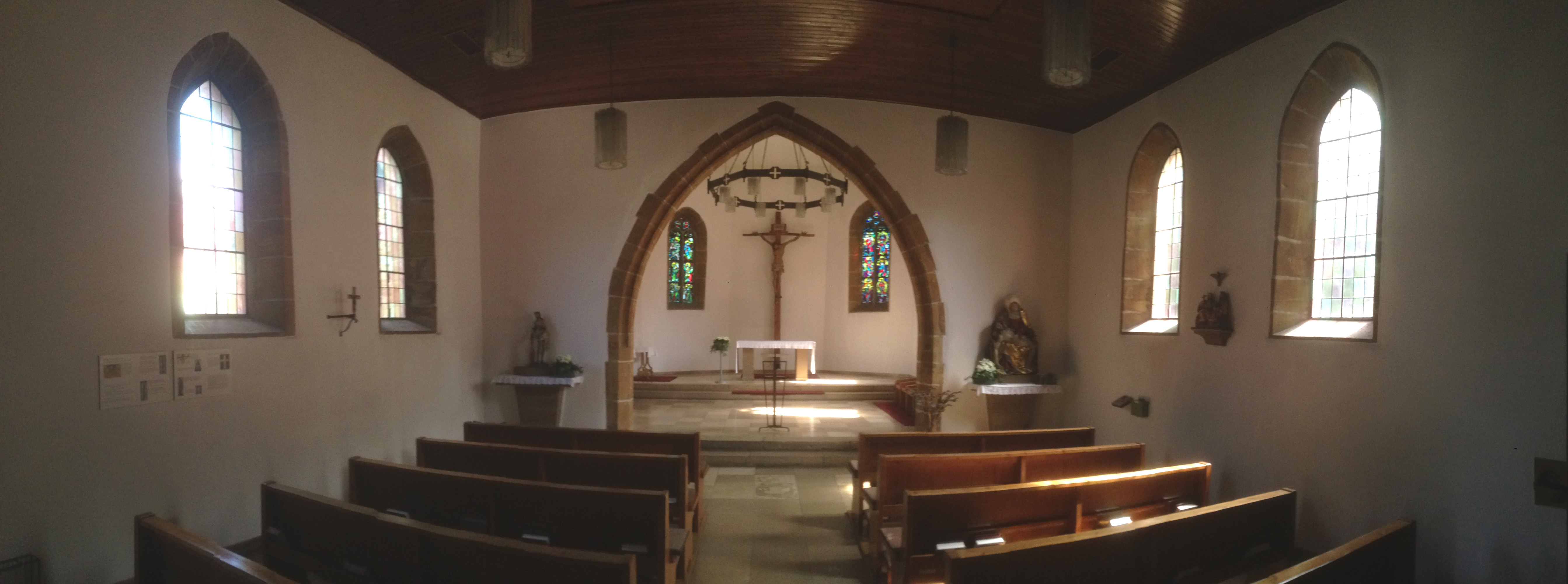
Inneres der Alten Marienkirche. Links an der Nordwand das Replikat des romanischen Vortrage- oder Altarkreuzes.

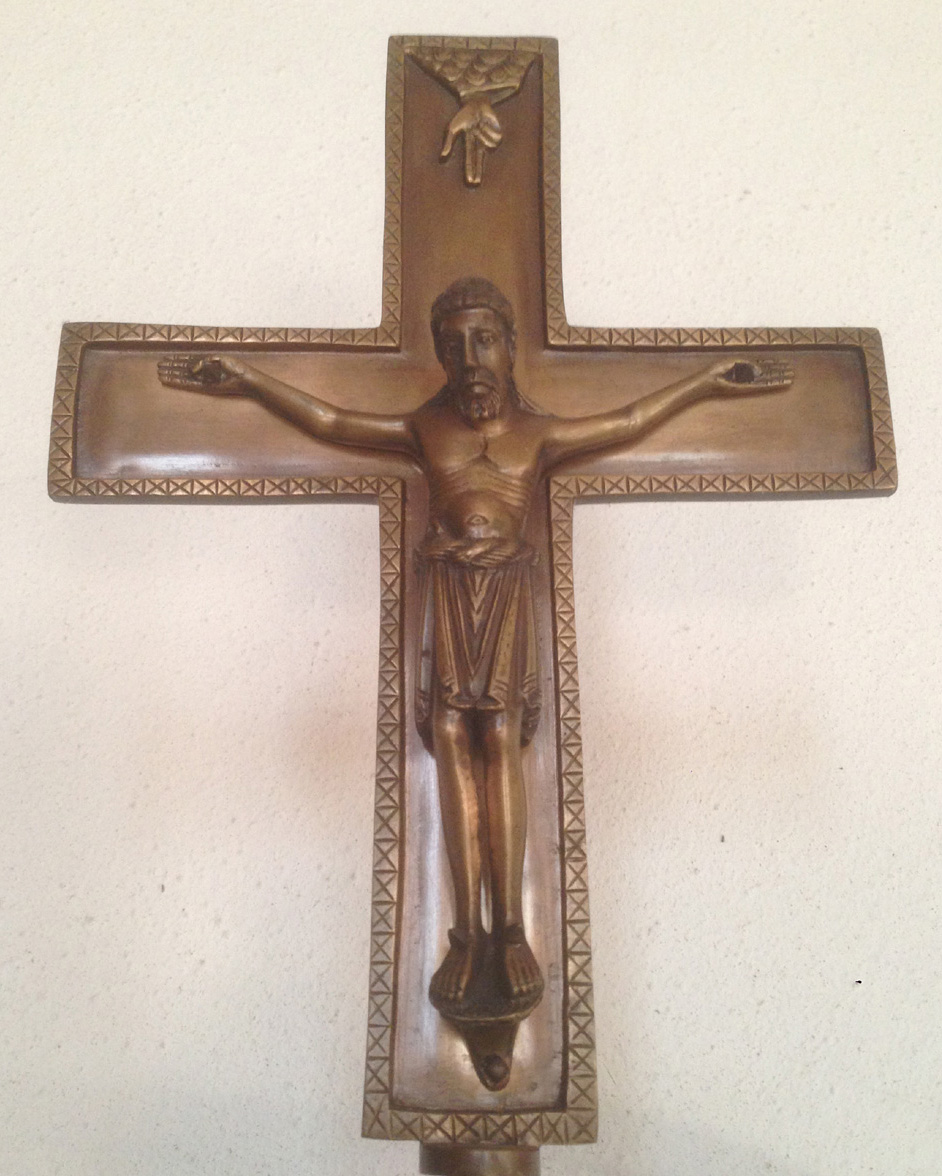
Romanisches Vortrage- oder Altarkreuz in der Alten Marienkirche (originalgetreues Replikat)

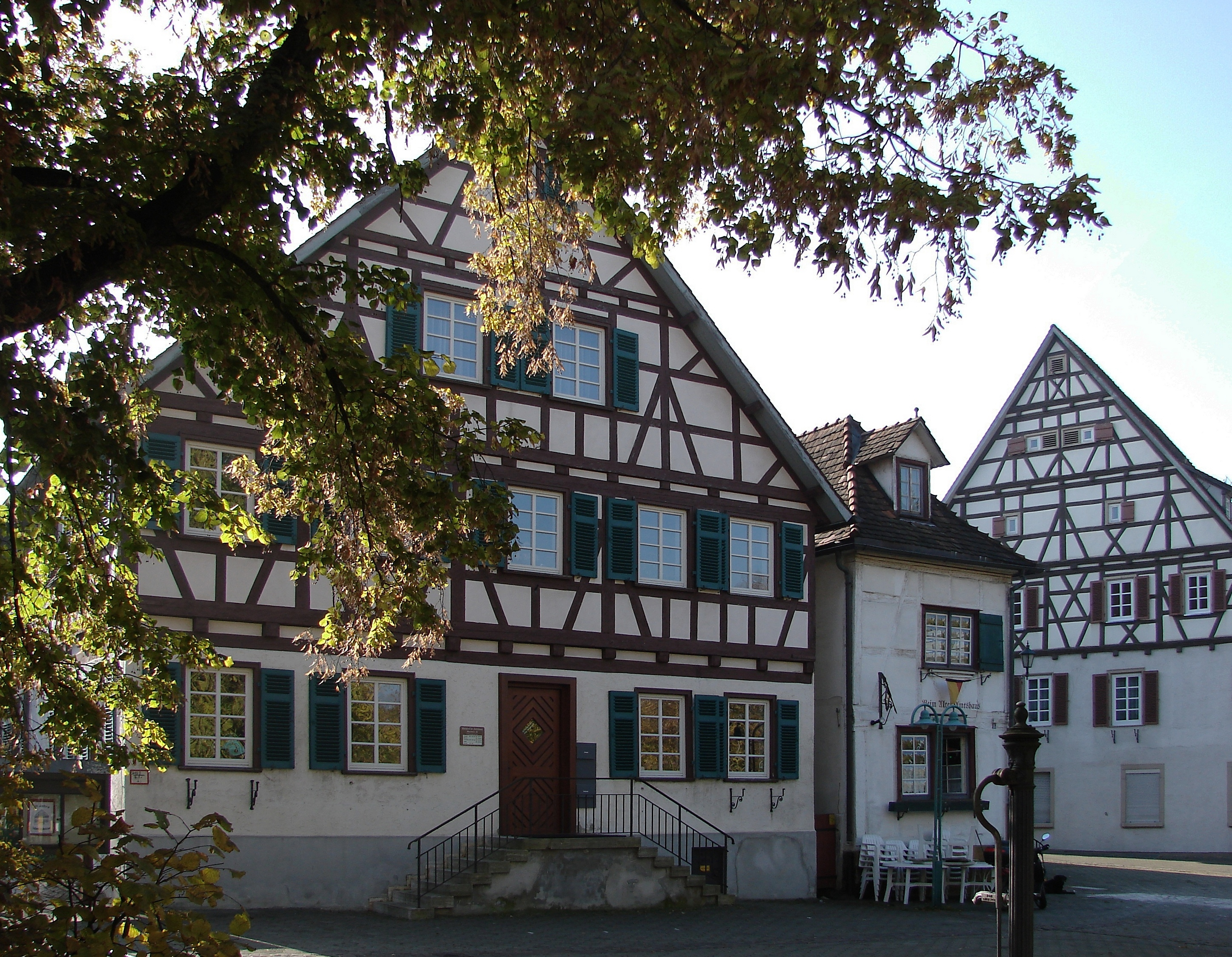
Amtshaus
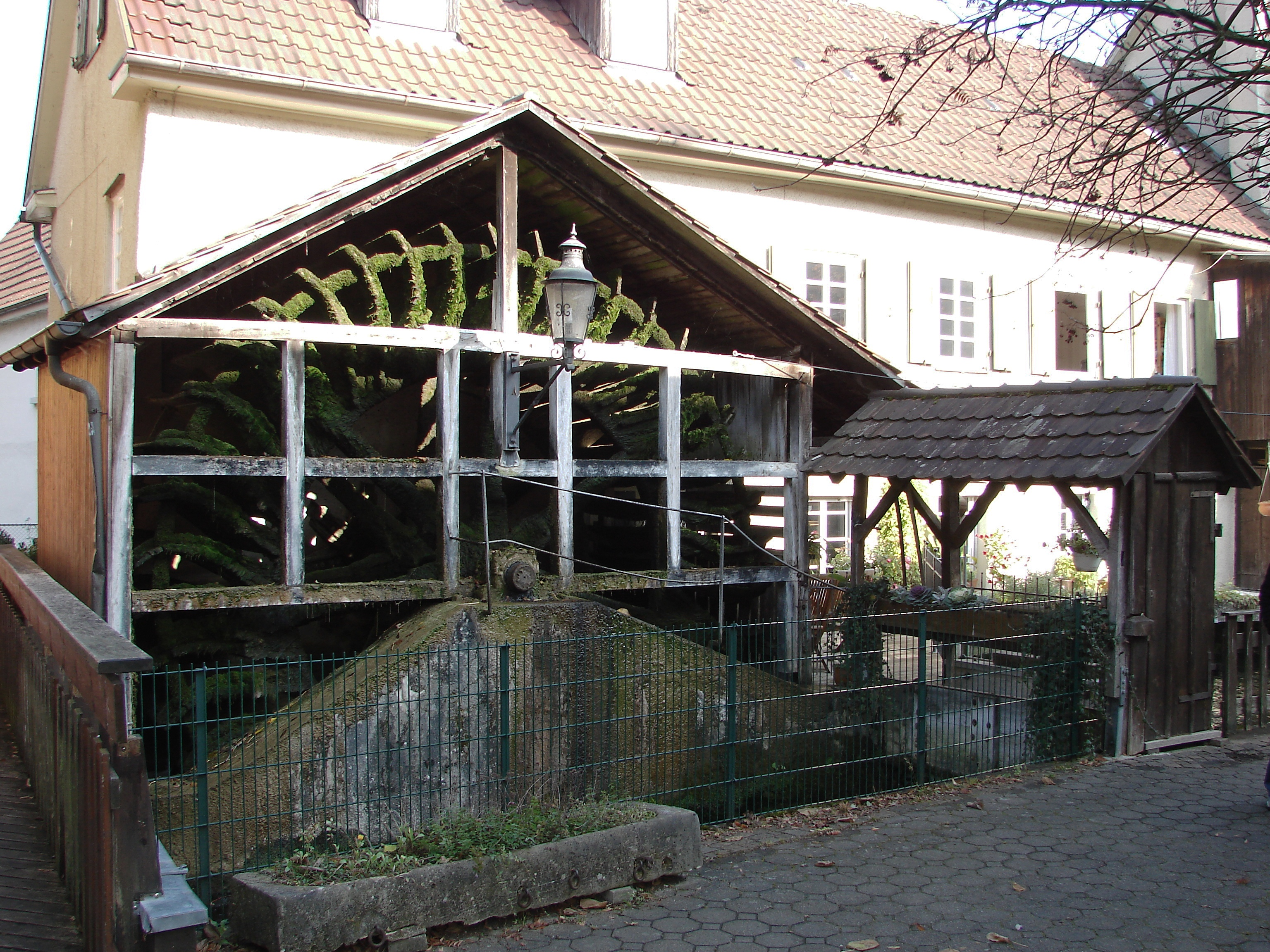
Alte Mühle
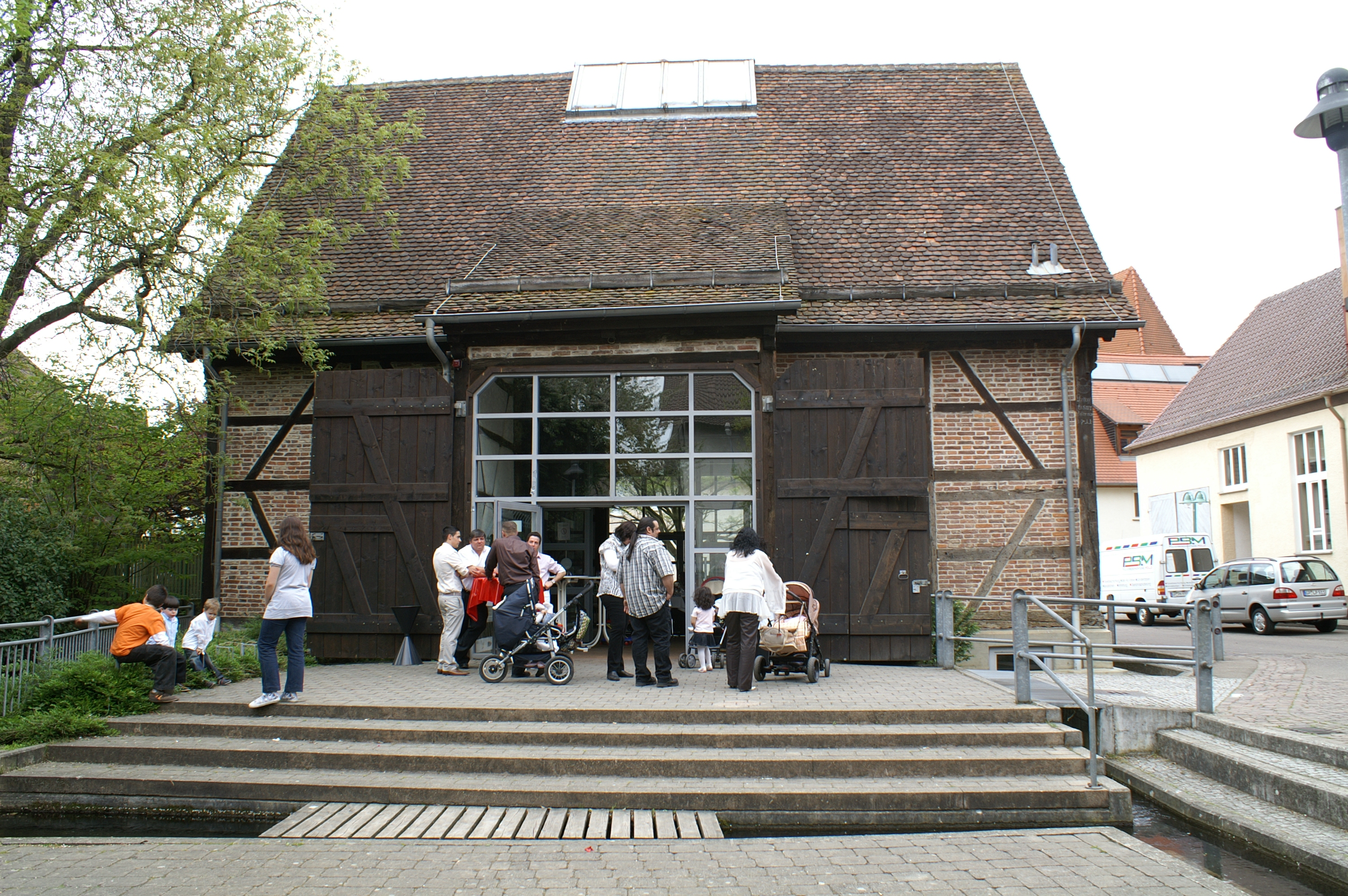
Zehntscheuer

### Romanisches Vortrage- oder Altarkreuz
Das romanische Vortrage- oder Altarkreuz in der Alten Marienkirche stammt aus der zweiten Hälfte des 12. Jahrhunderts und ist das einzige erhaltene bewegliche Kunstwerk aus staufisch-romanischer Zeit im Land um den Hohenstaufen. Der Gesichtsausdruck des Bronzechristus bringt in der für die Romanik typischen Weise nicht das Leiden, sondern die Überwindung des Todes zum Ausdruck. Besonderheiten sind die doppelte Seilkrone, ein bis zu den Knien reichendes Lendentuch und die nicht gekreuzten Beine. Das Original, das 1977 bei der Stuttgarter Stauferausstellung zu sehen war, befindet sich im Kirchenschatz von St. Marien in Süßen. Das Kreuz ist seit 1977 eine Sehenswürdigkeit an der Straße der Staufer.

### Umgebung

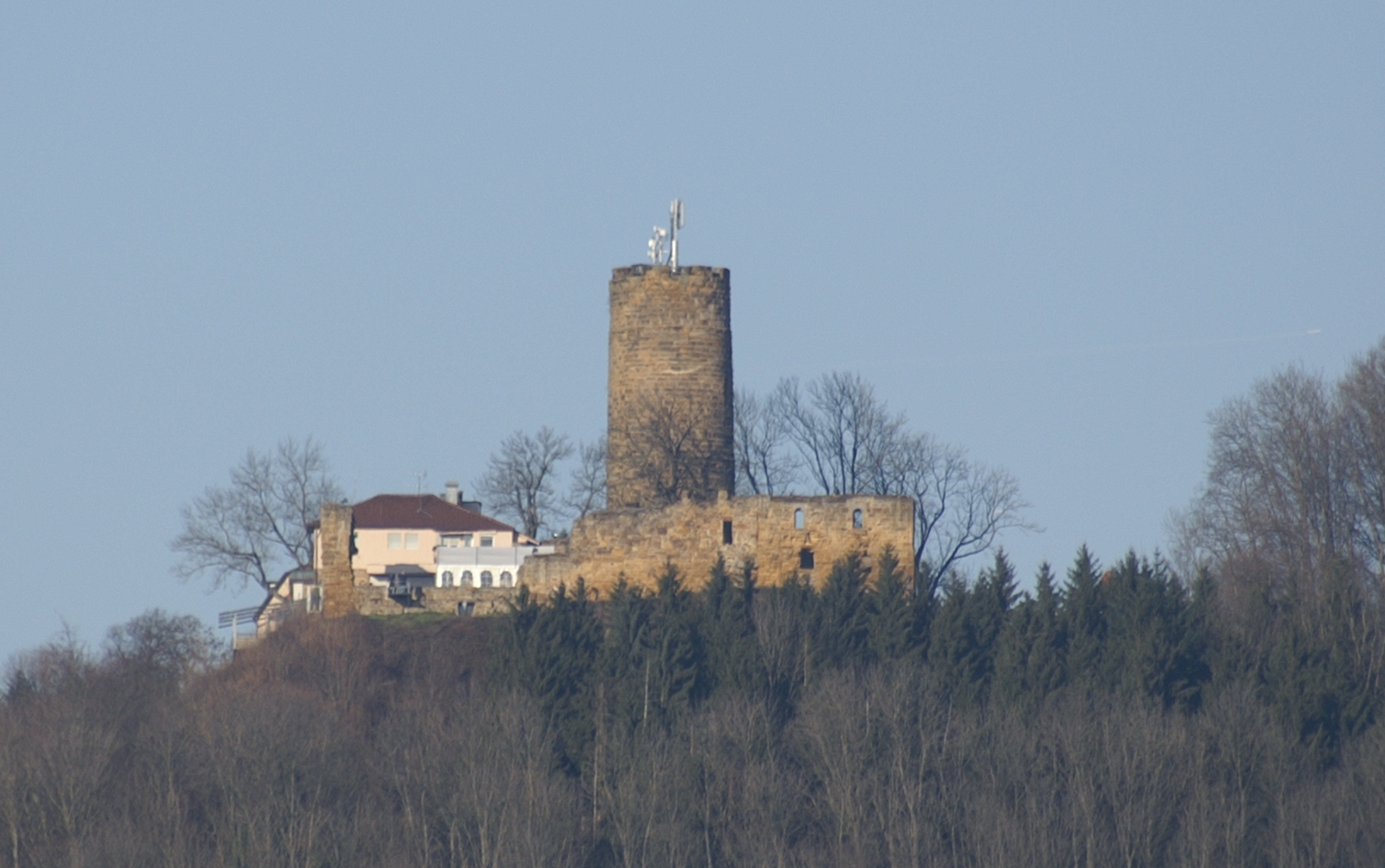
Blick zur Burg Staufeneck

Die umliegenden Höhenzüge und Wälder bieten Gelegenheit für Ausflüge zu Fuß oder mit dem Fahrrad, mit Aussichtspunkten über das Filstal, die Schwäbische Alb und die hügelige Landschaft in Richtung Stuttgart. Die Burg Staufeneck, weithin sichtbar oberhalb der Stadt gelegen, ist binnen einer Stunde zu Fuß zu erreichen. Auch die Burg Ramsberg stellt ein nahe gelegenes Ausflugsziel dar.

### Regelmäßige Veranstaltungen

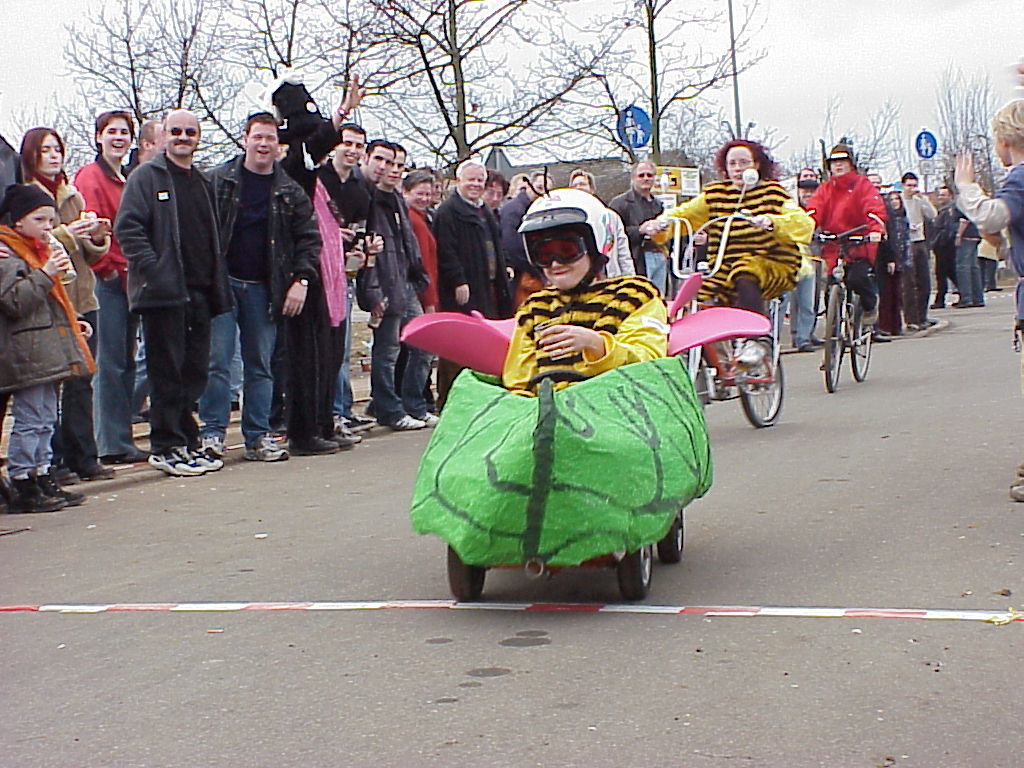
„Biene Maja“ beim 1. Süßener Fasnetskistenrennen am 1. März 2003

- Ostermarkt (Ostermontag, Veranstalter: Stadtverwaltung Süßen)
- Süßener Kulturfrühling (1–2 Wochen im März oder April, Veranstalter: Jugendhaus, Kolping-Musikschule, Stadtbücherei und Volkshochschule)
- Schützenfest (am 3. September-Wochenende, vormals „Krautfestwochenende“, ab 2019)
- Stadtfest (2. Juli-Wochenende, Veranstalter: Stadtverwaltung Süßen)
- Kleinkunsttage in der Zehntscheuer (2. Novemberwoche, Veranstalter: Stadtverwaltung)
- Weihnachtsmarkt (Samstag vor dem 2. Advent, Veranstalter: Beirat Süßener Vereine)

## Persönlichkeiten
- Johann Georg Fischer (1816–1897), Dichter und Mitbegründer der Schillergesellschaft
- John Jacob Bausch (1830–1926), Optiker und Gründer von Bausch & Lomb
- Hans Gaukel (1872–1914), Maler und Grafiker
- Georg Sigwart (1881–1952), Philologe
- Friedrich Geiger (1907–1996), Automobilkonstrukteur
- Hermann Finckh (1910–1962), Politiker, MdL, MdB
- Wilhelm Reissmüller (1911–1993), Verleger und Herausgeber des Donaukuriers aus Ingolstadt
- Hermann Kellenbenz (1913–1990), Wirtschaftshistoriker
- Erich Topp (1914–2005), Diplom-Ingenieur und Marineoffizier, U-Boot-Kommandant, zuletzt Konteradmiral der Bundesmarine, starb in Süßen
- Hans Moser (1926–2008), Tierzuchtbeamter und Hochschullehrer
- Walter Ziegler (* 1947), Historiker und Archivar
- Christoph Hessel (* 1952), Grafiker
- Aribert Günzler (* 1957), Pianist, Dirigent, Autor und Komponist, lebt in Süßen
- Sabine Holtz (* 1959), Historikerin
- Klaus Riegert (* 1959), Politiker, MdB
- Bettina Pfleiderer (* 1961), Medizinerin und Hochschullehrerin, Präsidentin des Weltärztinnenbundes 2016 bis 2019
- Martin Wabitsch (* 1963), Mediziner, Leiter der Sektion Pädiatrische Endokrinologie und Diabetologie des Universitätsklinikum Ulm
- Martin Reik (* 1970), Schauspieler
- Ignazio Ceffalia (* 1983), Kommunalpolitiker